# 마를론 데 헤수스
마를론 호나탄 데 헤수스 파본(스페인어: Marlon Jonathan de Jesús Pavón, 1991년 9월 4일 ~ )은 에콰도르의 축구 선수이다. 포지션은 공격수로 현재 에콰도르 세리에 A의 CD 엘 나시오날 소속이다.

## 클럽 경력
마를론은 CD 엘 나시오날의 유소년 팀 출신으로 나시오날의 성인팀에서 커리어를 시작했다. 2009년 아르헨티나의 리버 플레이트로 임대 이적했다. 이후 2009년 여름에 그레미우로 임대되었다.
2011년 마를론은 데포르티보 키토로 이적했다. 2011년 3월 5일에 열린 인디펜디엔테와의 경기에서 이적 후 첫 경기를 치렀다. 키토에서 말론은 14경기에 나서 1골을 기록했다.
2011년 여름 이적시장을 통해 이스라엘의 마카비 하이파 FC로 임대되었다. 임대 이후 마를론은 8경기에 출전했다.
2012시즌을 앞두고 CS 에멜레크로 이적했다. 2012년 2월 5일에 열리는 올메도와의 경기에서 입단 이후 첫 경기에 출전했으며 이 경기에서 에멜레크 이적 이후 첫 골을 터뜨렸다.
2013년 9월, 리가 MX의 CF 몬테레이로 이적했다. 2013-14시즌 몬테레이에서 23경기에 나서 3골을 터뜨렸다. 하지만 이후 임대로 여러 팀을 전전했다.
2019시즌을 앞두고 K리그2의 부천 FC 1995로 이적했다. 2019년 6월 16일에 열린 광주 FC와의 경기에서 부천 입단 이후 첫 골을 터뜨렸다. 2019년 8월 19일에 열린 대전 시티즌과의 경기에서는 멀티골을 기록하며 팀의 2-1승리를 이끌었다. 2019년 11월 2일에 열린 서울 이랜드 FC와의 경기에서 멀티골을 넣으며 팀의 3-2 역전승을 이끌었다. 2019시즌 부천에서 리그 29경기에 출전해 10골을 터뜨렸다.
2020시즌을 앞두고 CD 엘 나시오날로 이적했다.

## 국가대표팀 경력
2009년에 열리는 CONMEBOL U-20 축구 선수권 대회에 참여하는 에콰도르 U-20 대표팀에 차출되었다.
2011년 FIFA U-20 월드컵에 출전하는 명단에 포함되었다. 마를론은 대회 조별리그 3차전 코스타리카와의 경기에서 멀티골을 기록하며 팀의 승리를 이끌었다.